# Orgel-Diagramm

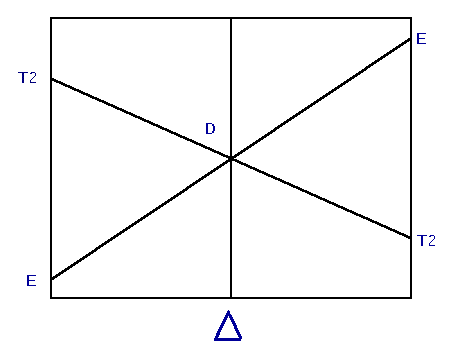
Das D-Orgel-Diagramm

Orgel-Diagramme sind von Leslie Orgel (britischer Chemiker, 1927–2007) eingeführte Korrelationsdiagramme, welche die Termenergien in Übergangsmetallkomplexen als Funktion der Aufspaltungsenergie auftragen, ähnlich wie Tanabe-Sugano-Diagramme.
Orgel-Diagramme sind auf high-spin Komplexe beschränkt und bieten keine Informationen über low-spin-Komplexe. Da die Diagramme qualitativ sind, können aus diesen Diagrammen keine Energieberechnungen durchgeführt werden. Auch zeigen Orgel-Diagramme im Gegensatz zu einem Tanabe-Sugano-Diagramm nur die Symmetriezustände der höchsten Spin-Multiplizität anstelle aller möglichen Terme. Orgel-Diagramme zeigen jedoch die Anzahl der Spin-erlaubten Übergänge zusammen mit ihren jeweiligen Symmetriebezeichnungen.
In einem Orgel-Diagramm befindet sich der Hauptterm (P, D oder F) in Abwesenheit eines Ligandenfeldes in der Mitte des Diagramms. Es gibt zwei Orgel-Diagramme, eines für die Konfigurationen d1, d4, d6 und d9 (D-Orgel-Diagramm) und das andere für die Konfigurationen d2, d3, d7 und d8 (P- und F-Orgel-Diagramm).

## D-Orgel-Diagramm
Für Ionen mit einer der Konfigurationen  d1, d4, d6 oder d9 ergibt sich im D-Orgel-Diagramm, dass sich der D-Grundterm in einen T2(g)- und in einen E(g)-Term aufspaltet. Mit steigender Feldstärke, also ausgehend von der Mitte des Diagramms hin zu einer der beiden Seiten nimmt deren energetischer Abstand zu. Links im Diagramm finden sich hier die d1- oder d6-Tetraeder  und die  d4- und d9-Oktaeder, entsprechend findet sich rechts im Diagramm die d4- oder d9-Tetraeder  und die  d1- und d6-Oktaeder.

## P- und F-Orgel-Diagramm

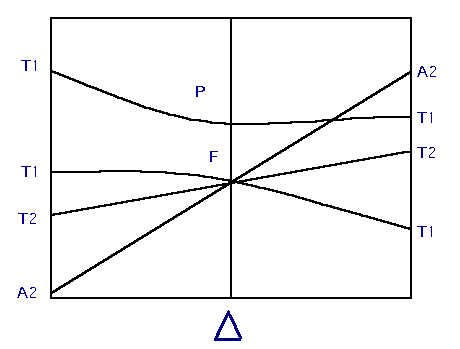
Das P- und F-Orgel-Diagramm

Für Ionen mit der Konfigurationen d2, d3, d7 oder d8 ergibt sich im P- und F-Orgel-Diagramm, dass sich der F-Grundterm in einen T2(g)-, T1(g)- und einen A2(g)-Term aufspaltet, während sich der P-Grundterm in einen T1(g)-Term umwandelt. Mit steigender Feldstärke, also ausgehend von der Mitte des Diagramms hin zu einer der beiden Seiten nimmt auch hier deren energetischer Abstand zu. Links im Diagramm finden sich hier die d2- oder d7-Tetraeder  und die  d3- und d8-Oktaeder, entsprechend findet sich rechts im Diagramm die d3- oder d8-Tetraeder  und die  d2- und d7-Oktaeder.
Die Elektronenkonfiguration d5 besitzt keine Spin erlaubten Übergänge und daher sind keine d-d-Übergänge in einem UV-Vis-Absorptionsspektrum zu erwarten (beobachtet wird dennoch ein Spin verbotener Übergang mit sehr schwacher Intensität).